# Henrik Fleischer (politiker)
Henrik Fleischer (født 24. april 1963 i Sisimiut) er en grønlandsk politiker. Han har været medlem af Partii Naleraq og Siumut. I 2023 stiftede han partiet Qulleq. Henrik Fleischer var medlem af Grønlands parlament fra 2016 til 2021, heraf fra 2016 til 2018 som stedfortræder. Han var også medlem af kommunalbestyrelsen i Qeqqata Kommune fra 2017 til 2021.

## Politisk karriere
Henrik Fleischer, der er fanger og fisker, stillede første gang op til parlamentsvalget i Grønland 2014 for Partii Naleraq. Han opnåede 64 stemmer, hvilket placerede ham som første stedfortræder for sit parti. Da Regeringen Kielsen III blev dannet i oktober 2016, indtrådte Henrik Fleischer i parlamentet som stedfortræder for Hans Enoksen, der var blevet minister i den nye regering Ved kommunalvalget i 2017 opnåede han med 118 mandater sit partis eneste mandat i Qeqqata Kommune med 118 stemmer.
Ved parlamentsvalget i 2018 fik han 143 stemmer, som gav en plads i parlamentet. Kun fire dage efter dannelsen af Regeringen Kielsen IV forlod Henrik Fleischer Partii Naleraq i maj 2018 og skiftede til Siumut. Da begge partier var med i regeringen, forblev dens parlamentsflertal på kun 1 stemme intakt. I februar 2020 erklærede parlamentets fiskeriudvalg, som Henrik Fleischer var formand for, sin mistillid til fiskeriminsister og partifælle Jens Immanuelsen. Som følge heraf blev Henrik Fleischer ekskluderet af Siumut den 23. februar. Men efter to dage blev han tilgivet og genoptaget i partiet.
Ved kommunalvalget i 2021 stillede han igen op i Qeqqata Kommune, men fik kun 36 stemmer og mistede dermed sin plads i kommunalbestyrelsen. Han fik også kun 59 stemmer ved parlamentsvalget samme dag og forlod parlamentet.
I marts 2023 annoncerede han dannelsen af partiet navn Qulleq, som har grønlandsk selvstændighed som sit primære mål. Henrik Fleischer var Qulleqs første formand.